# 侵害反射
侵害反射（しんがいはんしゃ、英: nociceptive reflex、独: nozizeptiver Reflex）は、痛みをもたらしたり、組織の損傷を起こしたりするような刺激が与えられた時に生じる反射である。

## 概要
侵害反射は、侵害刺激 noxious stimulus が加わった時に生じる一種の体性反射 somatic reflex をいう。侵害刺激とは痛みをもたらし、組織の損傷を引き起こすような刺激である。侵害刺激による痛覚の受容は機械的受容器、運動受容器、および多種類受容器（機械的、熱的、化学的など多様な刺激に応じるもの）によって行われ、発生した求心性インパルスは主にAδ線維とC線維により脊髄に伝導される。脊髄に達したインパルスは介在神経細胞を経て、刺激側の肢の屈筋を支配する運動神経細胞群を興奮させ、伸筋を支配する運動神経細胞群を抑制する。その結果として肢を屈曲して危険から身を守る反射運動が起こる。この反射を屈筋反射という。また刺激が強い場合には対側肢の伸展を伴い、この反射を交叉伸展反射という。
Aδ線維とC線維はいずれも脊髄で分枝し、視床を介して大脳皮質体性感覚野にインパルスを伝導する。その結果、発現が速く持続性の短い鋭痛 fast pain、および発現が遅く持続性の長い鈍痛 slow pain として知覚される。二次的には自律性反射も引き起こされる。

### 屈筋反射
四肢の皮膚に傷害を招くような強い刺激（侵害刺激）が与えられると、肢を体幹に近づけるような運動が反射的に起こる。これは、その肢の屈筋が収縮し伸筋が弛緩することによって現れるもので、屈筋反射と呼ばれる他に、屈曲反射 flexion reflex ともいう。この反射に関係する求心性線維は多シナプス性に屈筋を支配する運動ニューロンを興奮させるため、屈曲反射求心線維と呼ばれる。これらの線維は同時に多シナプス性に伸筋を支配する運動ニューロンを抑制しており、屈曲が起こりやすい状態を形成する。この反射では、刺激が弱い場合には1個から数個の屈筋に弱い収縮を起こすに過ぎないが、刺激が強い場合には刺激された筋周辺の関節にまで反射が拡大して肢全体を屈曲させる。この反射は侵襲刺激から逃れるための防御反応として合目的的であり、いわゆる逃避反射の意味をもつ。

### 交叉伸展反射
交叉伸展反射（英: crossed extension reflex、独: gekreuzter Extensorreflex）は脊髄自動反射 reflexes of spinal automatism の一種で、正常な状態では抑制されて潜在する。中枢神経の器質的障害、特に錐体路障害の時に高位中枢からの抑制が解除されて現れる。1側の足底を刺激した場合に同側下肢の屈曲とともに対側下肢の伸展を起こす場合などで、不完全脊髄障害などでしばしば認められる。